# Vogle
Vogle (nemško Kohldorf) je naselje v Občini Žrelec v Okraju Celovec-dežela na Koroškem v Avstriji.